# Gurlan
Gurlan (usbekisch Гурлан, گورلن; russisch Гурлен Gurlen) ist eine Stadt und der Hauptort des gleichnamigen Bezirks Gurlan im Viloyat Xorazm in Usbekistan. Sie befindet sich nahe der Grenze zu Turkmenistan im Westen Usbekistans, 42 km nordwestlich von Urganch, nördlich von Shovot und südlich des Flusses Amudarja. Gurlan ist ein bedeutendes Zentrum für den Baumwollanbau, zudem werden Reis und Süßkartoffeln als weitere wichtige Feldfrüchte angebaut.

## Geschichte
Gurlan war eine der mittelalterlichen Städte von Choresmien. Etwa 7 km nördlich von Gurlan wurde eine Festung namens Taza Vazir („Neuer Wesir“) errichtet. Der hanafitische Jurist von Choresmien, Jalal ad-Din Kurlani, stammt aus Gurlan. Anfang des 19. Jahrhunderts war Gurlan eine bekannte Handelsstadt des Khanat von Chiwa. Von 1905 bis 1911 gab es in Gurlan eine Neue-Methoden-Schule, die auf heftigen konservativen Widerstand stieß.
Nach der Russischen Revolution von 1917 wurde das Khanat Chiwa abgeschafft, und Gurlan wurde schließlich in die Usbekische Sozialistische Sowjetrepublik integriert. Bukhara, als Kern der Usbekischen SSR angesehen, umfasste den Teil von Choresmien innerhalb eines von Gurlan-Chiwa-Pitniyak gebildeten Dreiecks. Bis Oktober 1981 war Gurlan als ländliche Ortschaft klassifiziert, als es unter sowjetischer Herrschaft den Status einer Siedlung städtischen Typs erhielt. Während der sowjetischen Zeit wurde hier ein Kinderkrankenhaus gebaut.

## Geografie und Klima
Gurlan liegt im Süden Usbekistans, nahe der Grenze zu Turkmenistan. Die Stadt befindet sich 42 km nordwestlich von Urganch, nördlich von Shovot und südlich des Amudarja-Flusses. Nahegelegene Siedlungen umfassen Ishandami im Südosten, Mangityap im Nordwesten und Pakhtachi in der Nähe im Westen. Das Yangiabadskoe-Vorkommen, bekannt für Felsen aus einheimischem Schiefer, der zur Ziegelherstellung verwendet wird, liegt 15 km westlich von Gurlan.
Das Klima der halbwüstenartigen Region von Gurlan ist extrem kontinental. Da die jährliche Niederschlagsmenge die Verdunstungsrate übersteigt, ist Bewässerung für den Anbau in diesem Teil Usbekistans unerlässlich.
|                       | Jan  | Feb  | Mär  | Apr  | Mai  | Jun | Jul | Aug  | Sep | Okt | Nov  | Dez  |   |       |
| Mittl. Tagesmax. (°C) | 2    | 6    | 13   | 22   | 28   | 34  | 35  | 34   | 28  | 20  | 11   | 4    | ⌀ | 19,8  |
| Mittl. Tagesmin. (°C) | −7   | −4   | 2    | 9    | 14   | 19  | 21  | 18   | 12  | 5   | 0    | −5   | ⌀ | 7,1   |
|                       |      |      |      |      |      |     |     |      |     |     |      |      |   |       |
| Niederschlag (mm)     | 18,2 | 11,3 | 17,2 | 13,7 | 10,9 | 8   | 6,3 | 13,5 | 2   | 4   | 19,1 | 12,7 | Σ | 136,9 |

| −7 |

| −4 |

| 2 |

| 9 |

| 14 |

| 19 |

| 21 |

| 18 |

| 12 |

| 5 |

| 0 |

| −5 |

| −7 |

| −4 |

| 2 |

| 9 |

| 14 |

| 19 |

| 21 |

| 18 |

| 12 |

| 5 |

| 0 |

| −5 |

| N i e d e r s c h l a g | 18,2 | 11,3 | 17,2 | 13,7 | 10,9 | 8   | 6,3 | 13,5 | 2   | 4   | 19,1 | 12,7 |
|                         | Jan  | Feb  | Mär  | Apr  | Mai  | Jun | Jul | Aug  | Sep | Okt | Nov  | Dez  |

## Wirtschaft
Der Bezirk Gurlan ist ein wichtiges Zentrum für die Baumwollproduktion (hauptsächlich für den Export), und die Stadt ist für ihre Baumwollentkörnungsanlagen bekannt. Weitere Anbaukulturen sind Reis, Yams und Weizen (eingeführt 1990 zur Selbstversorgung mit Nahrungsmitteln). Wenn im Winter kein Weizen angebaut wird, werden andere Pflanzen wie Mais, Sorghumhirse, Wassermelonen, Melonen und Gemüse kultiviert. Die usbekische Regierung erklärte, dass Reis nicht in Wüstennähe angebaut werden solle; dennoch gibt es Reisfelder rund um Gurlan und diese stellen dort die Hauptform der Landnutzung dar. Die Bewässerung durch das Stauen des Amudarja-Flusses, der in der Nähe fließt, hat die landwirtschaftliche Produktion erheblich verbessert. Während der Sowjetzeit wurden auch Koreaner auf die Farmen in Gurlan geschickt, um die an die Wüste angrenzenden Gebiete der Karakum in fruchtbares Land umzuwandeln.
Gurlan ist ein bedeutender Brotproduzent. In Gurlan befindet sich eine Schuhfabrik namens Khorasm Poiafzali oder Garlen Shoe Factory, die 1988 gegründet wurde. Schuhe werden hauptsächlich aus Leder hergestellt und die Geschäfte werden auf Englisch abgewickelt. Mehrere Banken, darunter die Agro Bank, die Xalq Bank und die Gurlen Milliy Bank, befinden sich im Stadtzentrum.
In Gurlan gibt es zudem einen großangelegten Geflügelbetrieb.

## Bevölkerung
Laut der Volkszählung in der Sowjetunion 1989 hatte Gurlan eine Bevölkerung von 19.807 Personen. Im Jahr 2016 betrug die Bevölkerungszahl 27.600. Usbekisch ist die Amtssprache, aber einige Bewohner von Gurlan sprechen auch die regionale Kipchak-Choresm-Sprache. Die Einwohner sind in traditionellen Berufen wie Weberei, Töpferei, Schmuckherstellung, Bäckerei, Handwerk und Landwirtschaft tätig. Xiva ist das größte Stadtzentrum in der Nähe dieser Stadt. Die Kleidung der Bewohner wird als Khivan dona bezeichnet, ein äußeres Gewand, und ein weiteres gängiges Kleidungsstück ist der Urgen chapan.